# Dodge Ram
Pour les articles homonymes, voir RAM.

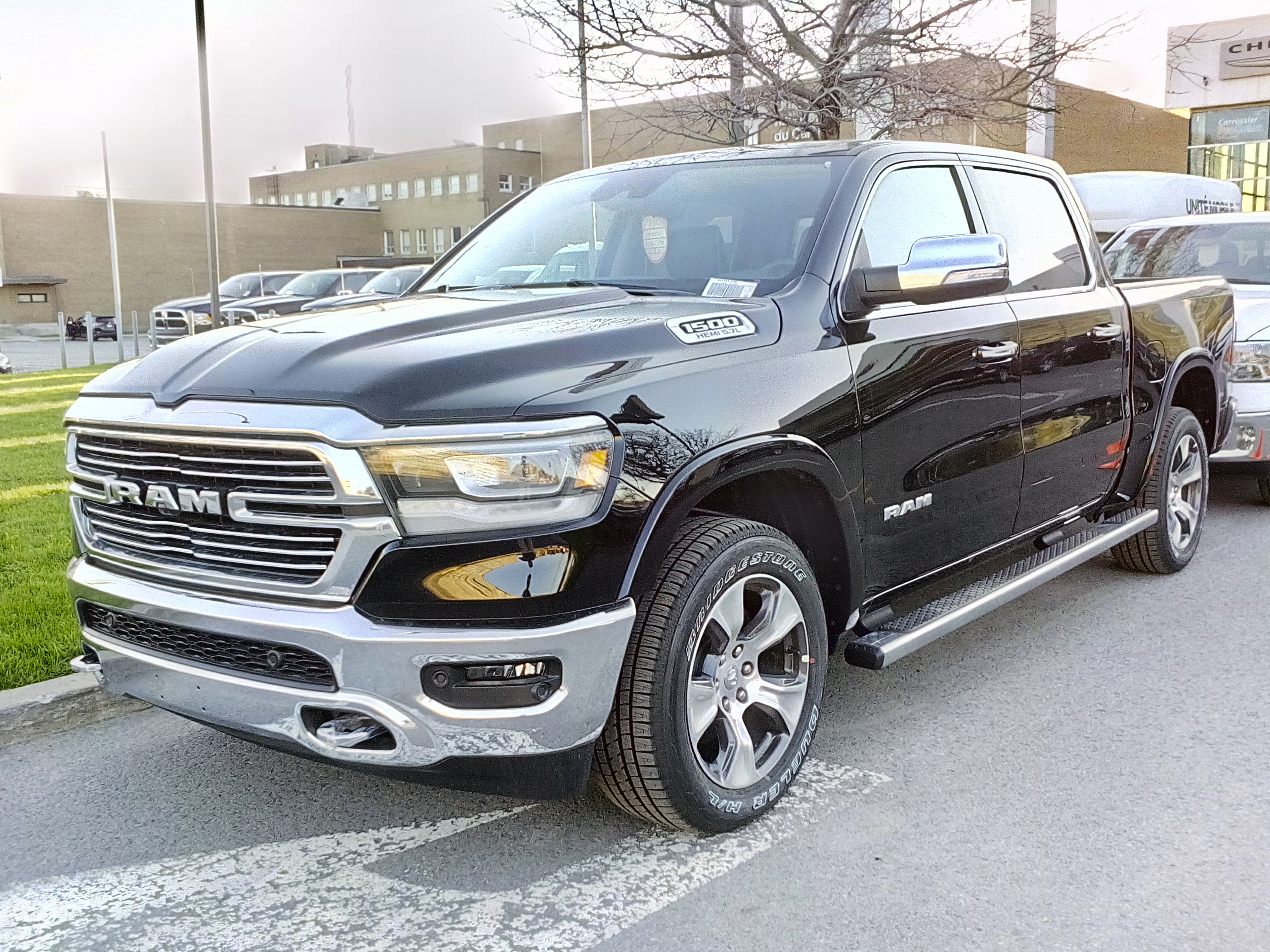
Ram Truck 1500 Laramie 2019.

Le Dodge Ram est un véhicule pick-up produit par le constructeur automobile américain Dodge puis par  RAM Trucks. Le nom fut pour la première fois utilisé en 1981 afin de désigner le remplaçant de la gamme Dodge D Series.
Le RAM fut désigné Pick-up de l'année 1994 par le magazine Motor trend. En 2003, il remporta à nouveau cette distinction.
Le Dodge Ram est produit sur 3 sites, un dans le Missouri (É.-U.), un dans le Michigan (É.-U.) et un dernier au Mexique dans la région de Coahuila. Le véhicule est principalement distribué sur le marché américain.
RAM Trucks est devenu une marque du groupe Chrysler, qui deviendra plus tard FCA - FIAT-Chrysler Automobiles après son rachat en juin 2009 puis Stellantis en 2021.

## Séries D/W: Première génération (1981-1994)
Les pick-up et camions Dodge Ram de première génération introduits en octobre 1980 comportent un ornement de capot Ram utilisé pour la première fois sur les véhicules Dodge de 1932 à 1954. Tous les Dodge Ram de première génération n'ont pas cet ornement et on le voit le plus souvent sur les modèles à 4 roues motrices. Dodge a conservé les désignations de modèle de la génération précédente : D ou Ram indiquent deux roues motrices tandis que W ou Power Ram indiquent quatre roues motrices. Tout comme Ford, Dodge a utilisé 150 pour indiquer un camion d'une demi-tonne, 250 pour un camion de trois quarts de tonne et 350 pour un camion d'une tonne. Les modèles de pick-up étaient proposés dans des configurations de cabine standard, de cabine allongée «club» et de cabine multiplace. Les motorisations ont été réduites aux 225 slant-6 et aux 5,2L (318) et 5,9L (360) V8. 
Le "Club Cab" a été retiré de la gamme après 1982, mais Dodge a conservé l'outillage d'usine et l'a réintroduit près d'une décennie plus tard dans les modèles de 1990. La cabine multiplace à quatre portes a été abandonnée après 1985, pour faire de la place sur la chaîne de montage pour la prochaine Dodge Dakota de 1987, et n'ont jamais été réintroduits pour cette génération.
Les modèles de base du Ram 100 ont été réintroduits pour 1984, remplaçant l'ancien niveau de finition "Miser" disponible sur le Ram 150. Une boîte de transfert "Ram-Trac" a été ajoutée pour les Power Rams de 1985. En 1988, le moteur slant-6 a été remplacé par un moteur V6 à injection de 3,9 L (240 cu in). Le moteur de 5,2 L a également reçu une injection électronique de carburant en 1988. L'ABS arrière est devenu un équipement standard en 1989.
La désignation du modèle Ram 100 a été abandonnée et ces modèles se sont retrouvés dans la gamme 150 pour 1990, en raison de l'introduction et du succès des ventes du pick-up Dodge Dakota. Toujours en 1990, Dodge a réintroduit le Club Cab, équipé de strapontins rabattables pour les modèles 1991-1993. L'entrée se faisait par les portes passager ou conducteur car il n'y avait pas de portes arrière pour cette configuration. Pour 1991, le Club Cab est revenu et toutes les versions ont reçu des freins ABS sur les roues arrière uniquement.
Ces camions, bien que populaires auprès des flottes, se vendaient mal par rapport aux camions Ford F-Series et Chevrolet C/K. Cela était dû en partie à la conception datée de la cabine et du châssis qui était en production depuis 1972, il n'y avait pas d'option diesel puissante jusqu'en 1989, et il n'y avait pas d'option V8 essence big block. De plus, l'intérieur avait reçu peu de mises à jour depuis le lancement sur le marché en octobre 1980.

### Motorisations
| Années modèle | Motorisation          | Puissance | Couple |
| ------------- | --------------------- | --------- | ------ |
| 1981–1987     | Slant-6 3,7L (225)    | 95 ch     | 230 Nm |
| 1988–1991     | V6 LA 3,9L (239)      | 125 ch    | 264 Nm |
| 1992–1993     | V6 Magnum 3,9L (239)  | 175 ch    | 305 Nm |
| 1981–1987     | V8 LA 5,2L (318)      | 140 ch    | 325 Nm |
| 1988–1991     | V8 LA 5,2L (318)      | 170 ch    | 353 Nm |
| 1992–1993     | V8 Magnum 5,2L (318)  | 230 ch    | 380 Nm |
| 1981–1988     | V8 LA 5,9L (360)      | 175 ch    | 353 Nm |
| 1989–1992     | V8 LA 5,9L (360)      | 190 ch    | 396 Nm |
| 1993          | V8 Magnum 5,9L (360)  | 230 ch    | 441 Nm |
| 1989–1993     | L6 Cummins 5,9L (359) | 160 ch    | 542 Nm |

Pour 1989, le V8 de 5,9 L a reçu une injection de carburant à corps papillon pour un gain de 20 ch (15 kW). De plus, Dodge a introduit une nouvelle transmission automatique surmultipliée pour une consommation de carburant réduite. Cette transmission légère a été désignée A500 et était proposée avec le V6 de 3,9 L et le V8 de 5,2 L.
La calandre a été redessinée pour 1991 mais a conservé ses grands phares rectangulaires. Les moteurs ont été considérablement améliorés pour 1992 (notamment le 3,9 L et le 5,2 L) avec une injection de carburant multipoint, de nouveaux collecteurs et des culasses à compression plus élevée pour un rendement sensiblement plus élevé. Ces moteurs nouvellement révisés ont été commercialisés sous le nom "Magnum". Une transmission automatique robuste et surmultipliée appelée A518 était proposée avec les moteurs 5,2 L et 5,9 L. Dans le cadre de la refonte par Chrysler de la nomenclature des transmissions, les A500 et A518 ont été renommés 42RH et 46RH, respectivement, en 1992. L'automatique à 3 vitesses est restée disponible; l'A727 a été renommé 36RH, et les A904, A998 et A999 sont devenus respectivement 30RH, 31RH et 32RH.

## Séries BR/BE: Deuxième génération (1994-2002)

### Motorisations
- V8 5.9L : 240ch.

## Séries DR/DH: Troisième génération (2002-2008)

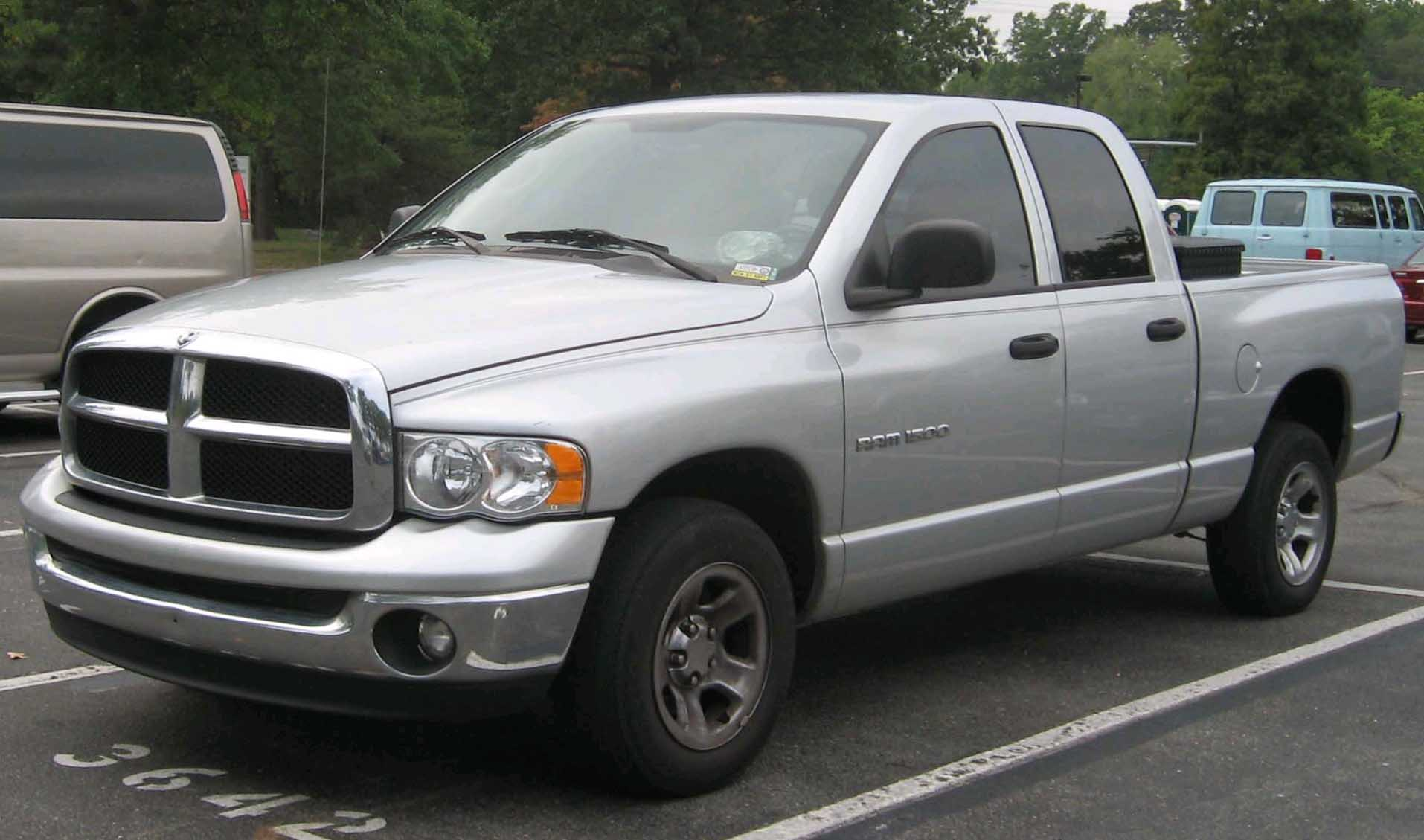
Dodge Ram III Phase 1 Quad Cab

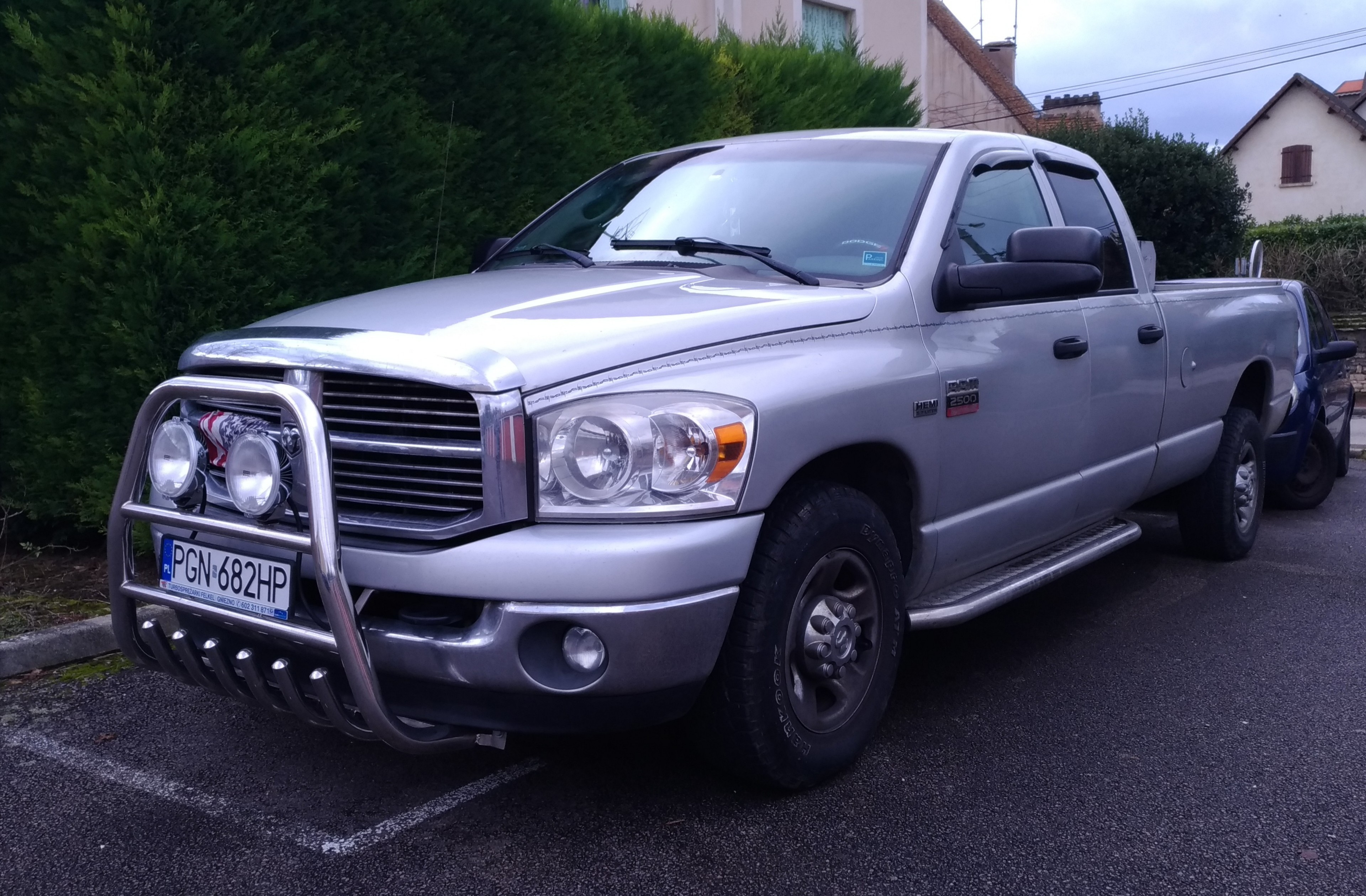
Dodge RAM 2500 Heavy Duty

Le modèle 2002 a été vendu équipé des moteurs de l'ancienne génération.
Le modèle 2003 vit l'apparition du HEMI 5,7L pour les modèles 1500 mais aussi d'un moteur 4.7 dérivé des jeep cherokee du même groupe Chrysler.

### Motorisations
- 4.7 de 2001 à 2002 : 240cv - 410 Nm
- 4.7 de 2003 à 2008 : 235cv - 395 Nm
- V8 5.2L
- V8 5.7L HEMI
- V8 5.9L

Le moteur 4.7L présent jusqu'en 2013 permet un compromis idéal en matière de performance / consommation et son niveau de performance très acceptable le rend très populaire

## Séries DS/DJ: Quatrième génération (2009-2019)

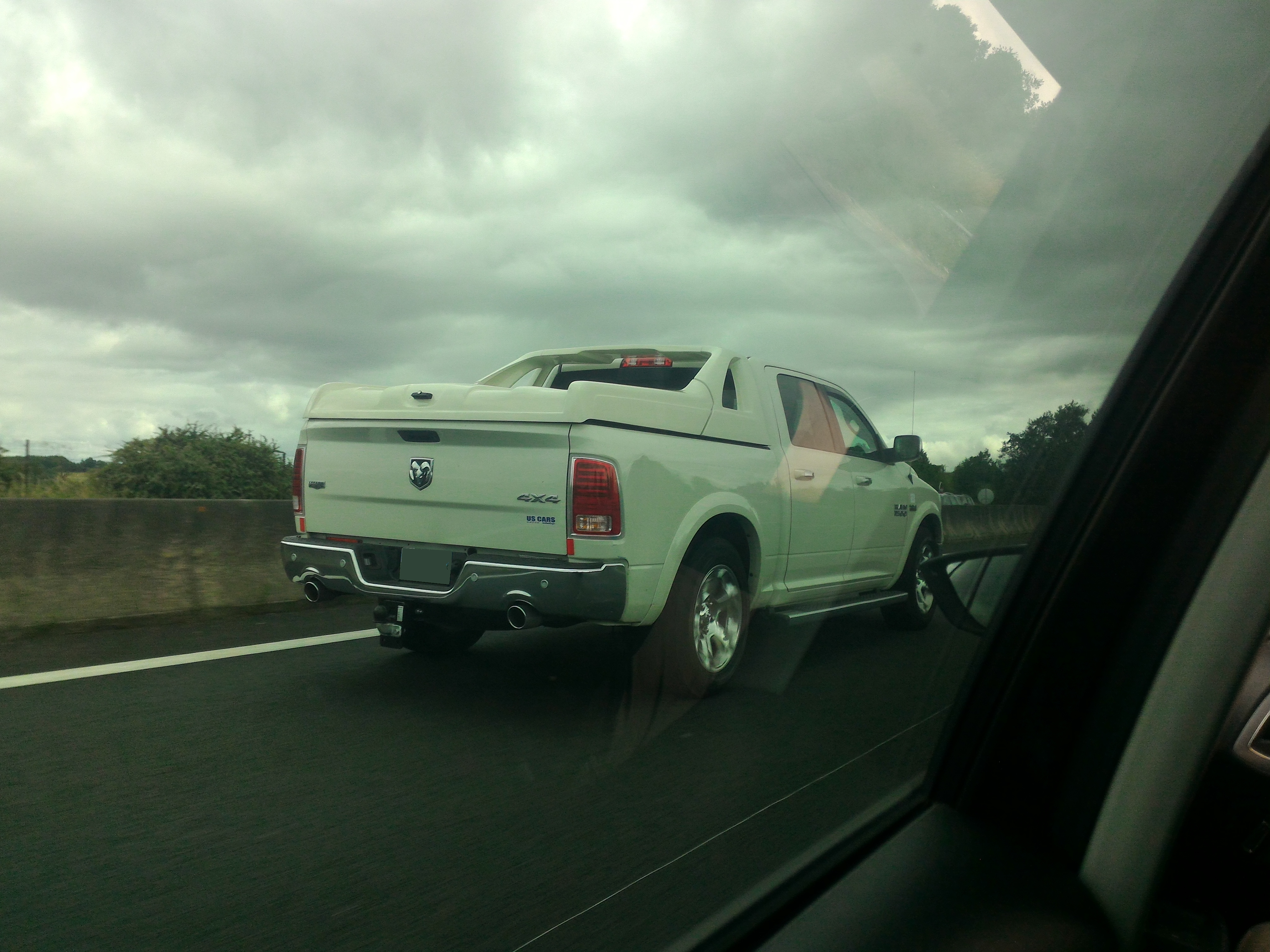
Dodge Ram - version européenne

### Motorisations
Il est disponible avec notamment trois moteurs essences :
- V6 3.6 L 305 ch.
- V8 4.7 L 310 ch - 450 Nm
- V8 5.7 L 390 ch Hemi disponible avec système MDS de déconnexion de 4 cylindres sur 8 pour économie de carburant et principalement un moteur diesel (6.7 L).

## Cinquième génération (2019-aujourd'hui)
La cinquième génération du Dodge Ram est présentée au salon de Détroit 2018 en janvier.

### Finitions
- Warlock
- Tradesman
- Big Horn
- Sport
- Rebel
- Laramie
- Limited Longhorn
- Limited
- TRX

Packs extérieurs
- SXT (Tradesman)
- Back country (Big horn)
- GT (Sport, Rebel, Laramie)

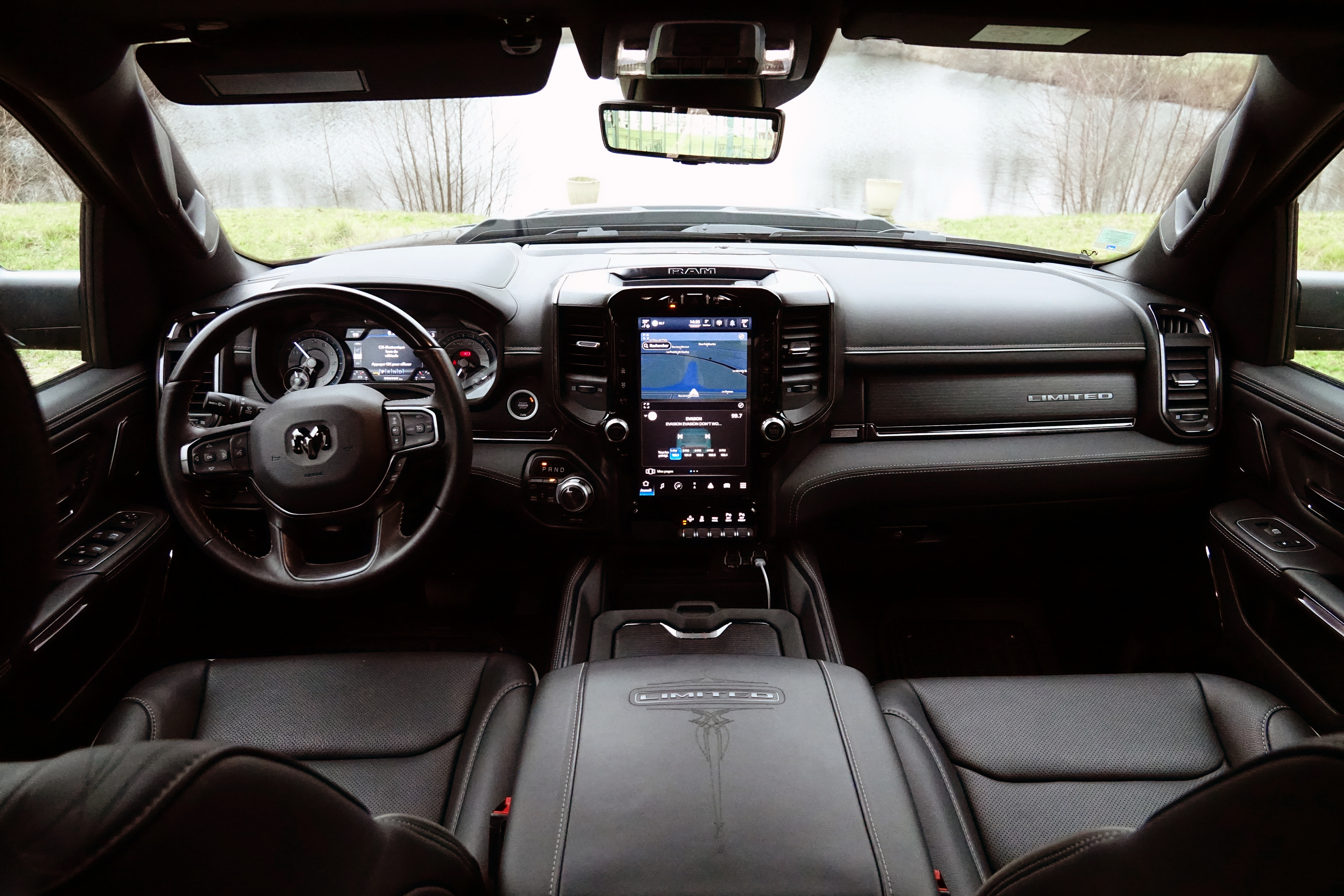
Intérieur du RAM Limited

- Edition night (Sport, Rebel, Laramie, Limited)
- 10e anniversaire (Limited)